# Tito Puente
Tito Puente, geboren als Ernest Anthony Puente Jr. (New York, 20 april 1923 - aldaar, 31 mei 2000), was een Amerikaanse jazz-, salsa- en mambomuzikant (saxofoon, piano, vibrafoon, timbales, conga, bongo).

## Biografie
Puente was, zoals men het informeel zegt, een nuyorican, een in New York geboren zoon van Puerto Ricaanse ouders. Hij groeide op in Spanish Harlem, ook El Barrio genoemd, een stadsdeel van Manhattan, ten oosten van het feitelijke centrum van Harlem.
Hij werd El Rey del Timbal en King of Mambo genoemd en is zowel bekend voor zijn mambo- alsook voor zijn Latijns-Amerikaanse jazzcomposities, waarop hij zijn meer dan vijftigjarige carrière opbouwde. Hij speelde saxofoon, piano, vibrafoon, timbales, conga’s en bongo’s. Muzikaal staat Puente Eddie Palmieri zeer nabij. Zijn eigenlijke beroepswens was mambodanser.
In 1948 kreeg hij een platencontract van Tico Records van George Goldner. Puente bevond zich op het hoogtepunt van zijn populariteit en bracht Afro-Cubaanse en Caribische muziek als mambo, son en chachacha onder een groter publiek. Later wisselde hij naar meer universele muziekrichtingen, zoals pop en bossanova. Uiteindelijk bleef hij bij een mengeling van Afro-Cubaanse en Latijns-Amerikaanse jazz, die salsa werd genoemd. Voor zijn werk kreeg hij vijf Grammy Awards, de National Medal of Arts (1997), de James Smithson Bicentennial Medal (1999), de status van een Living Legend van de Library of Congress (2000) en twee eredoctoraten. 
Bovendien was hij in zijn tweede levensfase acteur in bijvoorbeeld de in 1992 gedraaide bioscoopfilm The Mambo Kings. Tijdens de jaren 1980 trad hij meermaals op in The Cosby Show. In 1995 had hij bovendien een gastoptreden in de enige dubbele aflevering van de animatiefilm The Simpsons (Who Shot Mr. Burns?), deel 1 en 2 uit de seizoenen 6 en 7.

## Overlijden
Tito Puente overleed in 2000 op 77-jarige leeftijd in New York aan hartfalen. Zijn nummer Oye cómo va kreeg dankzij Carlos Santana grote bekendheid.

## Discografie
Puente bracht meer dan honderd albums uit, die miljoenvoudig werden verkocht, waaronder
- 1991: El Rey del Timbal 1949–1951
- 1992: Cuando suenan los Tambores
- 1995: The King of the Cha-Cha Mambo
- 1997: The Best of Tito Puente
- 1997: Tito Puente – 50 Years of Swing

- Bibsys: 55956
- Biblioteca Nacional de España: XX883488
- Bibliothèque nationale de France: cb13898715q (data)
- CiNii: DA16376843
- Gemeinsame Normdatei: 121339270
- International Standard Name Identifier: 0000 0001 1438 3258
- Library of Congress Control Number: n84143157
- MusicBrainz: f19ad155-d809-4770-ab8d-7579467d9f55
- Nationale Bibliotheek van Tsjechië: xx0132483
- Nationale en Universitaire bibliotheek Zagreb: 000344533
- Nederlandse Thesaurus van Auteursnamen: 073694274
- Istituto Centrale per il Catalogo Unico: MODV152293
- SNAC: w63j3m4n
- Système universitaire de documentation: 080565638
- Virtual International Authority File: 14959344
- WorldCat: E39PBJckM8FwF6cR4PdTRkKDbd